# Jürgen Schwab (Publizist)
Jürgen Schwab (* 26. Februar 1967 in Miltenberg; † 16. Februar 2023) war ein deutscher Publizist, der sich selbst als „sozialrevolutionärer Nationalist“ bezeichnete. Er wurde vom Verfassungsschutz, von etablierten Politikwissenschaftlern und Bürgerlichen als Rechtsextremist eingruppiert.

## Leben
Er studierte von 1991 bis 1995 Germanistik mit Schwerpunktfach Kommunikationswissenschaft/Journalistik und Nebenfach Politikwissenschaft an der Otto-Friedrich-Universität Bamberg. Das Studium schloss er mit dem akademischen Grad des Diplom-Germanisten ab.
Schwab war von 1985 bis 1990 Mitglied der Republikaner, dabei auch Kreisvorsitzender im Landkreis Miltenberg, zwischenzeitlich parteilos, dann von 2000 bis 2004 Mitglied der Nationaldemokratischen Partei Deutschlands, seitdem wieder parteiunabhängig. Während seiner NPD-Mitgliedschaft war er Autor der Parteizeitung Deutsche Stimme sowie Leiter des Arbeitskreises Volk und Staat beim NPD-Parteivorstand.
Schwab wurde mehrmals in Verfassungsschutzberichten erwähnt, u. a. wegen Äußerungen, die gegen den deutschen Parlamentarismus gerichtet waren. Für das rechtsextreme Portal Altermedia und das vorherige Störtebeker-Netz verfasste Schwab regelmäßig Gastkolumnen. Früher schrieb Schwab auch bei der rechtsextremen österreichischen Zeitschrift Die Aula.
Der Autor schrieb für Neue Ordnung (Ares-Verlag, Graz; mittlerweile umbenannt in Abendland), Fakten (Korneuburg, Niederösterreich), Deutschland in Geschichte und Gegenwart (Grabert-Verlag, Tübingen), Nation & Europa (Nation & Europa Verlag, Coburg), Der ZeitGeist – die Monatsschrift der Partei National Orientierter Schweizer sowie Hier & Jetzt (Zeitschrift der Jungen Nationaldemokraten Sachsens).
Schwab hatte sich  in den letzten Jahren aus dem operativen politischen Bereich, was vor allem Parteipolitik betrifft, desillusioniert weitgehend zurückgezogen.
Schwab war Mitgründer und Mitinitiator der rechtsextremen Deutschen Akademie (DA) und des Netzwerks Sache des Volkes.
Er war Mitglied in den Burschenschaften Thessalia Prag und Germania Graz, aus denen er wegen seiner politischen Arbeit ausgeschlossen wurde.

## Veröffentlichungen
- Die Meinungsdiktatur. Wie „demokratische“ Zensoren die Freiheit beschneiden. Nation-Europa-Verlag, Coburg 1997, ISBN 3-920677-20-X.
- Deutsche Bausteine. Grundlagen nationaler Politik. DS-Verlag, Riesa 1999, ISBN 3-9805844-4-5.
- Volksstaat statt Weltherrschaft. Das Volk – Maß aller Dinge. Hohenrain, Tübingen 2002, ISBN 3-89180-067-3.
- Die „Westliche Werte-Gemeinschaft“. Abrechnung, Alternativen. Hohenrain, Tübingen 2007, ISBN 978-3-89180-079-9.
- Angriff der neuen Linken. Herausforderung für die nationale Rechte. Angriff der neuen Linken. Hohenrain, Tübingen 2009, ISBN 978-3-89180-084-3.
- Die Manipulation des Völkerrechts. Wie die „Westliche Wertegemeinschaft“ mit Völkermordvorwürfen Imperialismus betreibt. Kyffhäuser-Faksimile-Verlag, Mengerskirchen 2011, ISBN 978-3-941348-77-6.
- Flucht in die Menschheit. Der Schriftsteller Jakob Wassermann und der Typus des nichtjüdischen Juden. Arnshaugk Verlag, Neustadt/Orla 2020, ISBN 978-3-95930-219-7.
- Zukunft Deutsch. Möglichkeiten nationaler Politik im 21. Jahrhundert. Sturmzeichen-Verlag, Dortmund 2021.
- Fränkische Novellen. Sturmzeichen-Verlag, Dortmund 2022.
- Gemeinschaft und Gesellschaft bei Martin Walser. Eine Werkanalyse. Arnshaugk-Verlag, Neustadt an der Orla 2022.